# Ладария, Владимир Константинович
Владимир Константинович Ладария (16 июля 1900, Сухум, Сухумский округ, Кутаисская губерния, Кавказское наместничество, Российская империя — 4 ноября 1937, Сухуми, Грузинская ССР, СССР) — советский государственный и партийный деятель.

## Биография
Владимир Ладария родился в 1900 году в состоятельной крестьянской семье. С 1909 года воспитывался крестным отцом бывшим начальником Сухумского округа полковником Владимиром Константиновичем Прогульбицким. В 1911 году крёстный устроил Владимира Ладарию в Тифлисский кадетский корпус, в котором он проучился до 1917 года. Ладария был исключён из корпуса за формирование в нём после февральской революции группы социалистов. Однако, по требованию Тифлисского Совета рабочих депутатов восстановлен в корпусе.
В 1917—1918 годах работал в Тифлисе.
В 1918 году вернулся в Абхазию, где окончательно сформировался как коммунист.
В 1920 году создал в Гудауте местную комсомольскую организацию. С марта 1921 года — секретарь Гудаутского уездного комитета комсомола. За революционную деятельность неоднократно арестовывался.
В 1921—1922 годах служит в рядах Рабоче-крестьянской Красной армии. Принимал активное участие в боях с меньшевиками за установление в Абхазии Советской власти.
В 1922 году — вначале секретарь Гумистинского уездно-городского комитета комсомола, затем заведующий агитпропотдела обкома комсомола. В этом же году вступает в ВКП(б).
В мае 1923 года избран секретарём Абхазского комитета комсомола.
В 1924-1925 годах — ответственный секретарь, Председатель Совета профсоюзов Социалистической Советской Республики Абхазии.
С ноября 1925 года занимает должность заведующего организационного отдела Абхазского обкома.
С 1928 года — редактор газеты «Советская Абхазия».
В 1928-1930 годах учится в Москве на двухгодичных курсах при Коммунистической академии.
В 1930 году направлен в Грузию, где непродолжительное время занимал должность заместителя заведующего агитпропотдела ЦК КП(б) Грузии. С августа 1930 года по январь 1936 года 1-й секретарь Абхазского областного комитета КП(б) Грузии.
26 января—10 февраля 1934 года делегат XVII съезда ВКП(б) с совещательным голосом.
В январе 1936 года снят с должности и назначен секретарём Болнисского райкома ВКП(б) Грузии, потом работал заместителем начальника политотдела Закавказской железной дороги.
В 1937 году был арестован по делу «О контрреволюционной, диверсионно-вредительской, шпионской, террористической, повстанческой организации в Абхазии». На открытом процессе, проходившем в Сухуми с 30 октября по 3 ноября 1937 года был одним из основных обвиняемых. Признан виновным и расстрелян 4 ноября 1937 года по решению суда.
Реабилитирован посмертно.

## Память
- Улица в Сухуме.